# 坦桑尼亚港务局
坦桑尼亚港务局（英語：Tanzania Ports Authority，缩写：TPA），坦桑尼亚半国营国有公司，负责“管理和运营”坦桑尼亚所有的海港及湖港。